# Commission de l'environnement, de l'aménagement du territoire et de l'énergie
En Suisse, la Commission de l'environnement, de l'aménagement du territoire et de l'énergie (CEATE ; en allemand : Kommission für Umwelt, Raumplanung und Energie, UREK ; en italien : Commissione dell'ambiente, della pianificazione del territorio e dell'energia, CAPTE ; en romanche : Cumissiun er ambient, planisaziun dal territori ed energia, CAPTE ; en anglais : Environment, Spatial Planning and Energy Committee, ESPEC) est une commission parlementaire fédérale qui traite des affaires législatives concernant l'environnement, l'aménagement du territoire et l'énergie.

## Description
Il existe deux commissions de l'environnement, de l'aménagement du territoire et de l'énergie, une par chambre de l'Assemblée fédérale : la Commission de l'environnement, de l'aménagement du territoire et de l'énergie du Conseil national (CEATE-N), qui compte 25 membres, et la Commission de l'environnement, de l'aménagement du territoire et de l'énergie du Conseil des États (CEATE-E), qui en compte 13.
Les CEATE sont des commissions thématiques (ou commissions législatives) permanentes. Elles ont été créées en 1991.

## Thèmes
Les CEATE traitent des questions de protection de l'environnement et de développement durable, sylviculture, chasse et pêche compris, des questions d'aménagement du territoire et de développement territorial et des questions d'énergie, d'approvisionnement énergétique et de sécurité nucléaire.

## Travaux
Lors de la 51e législature, la CEATE-N institue une sous-commission « Économie circulaire », chargée de d'élaborer un nouveau projet de révision de la loi sur la protection de l'environnement après le rejet du précédent en 2015.
Lors de la 50e législature, les CEATE traitent en particulier la révision de la loi sur le CO2, et une révision de la loi sur la chasse visant à alléger la protection dont bénéficient les loups.
Lors de la 49e législature, elles traitent en particulier les dossier de la durée de vie des centrales nucléaires, de la sortie du nucléaire, de la Stratégie énergétique 2050, et de la loi d'application de l'initiative Franz Weber.